# Kanton Vouneuil-sous-Biard
Der Kanton Vouneuil-sous-Biard ist seit 2015 ein französischer Wahlkreis im Arrondissement Poitiers im Département Vienne in der Region Nouvelle-Aquitaine; sein Hauptort ist Vouneuil-sous-Biard.

## Gemeinden
Der Kanton besteht aus elf Gemeinden mit insgesamt 22.183 Einwohnern (Stand: 1. Januar 2022) auf einer Gesamtfläche von 360,52 km²:
| Gemeinde                   | Einwohner 1. Januar 2022 | Fläche km² | Dichte Einw./km² | Code INSEE | Postleitzahl |
| -------------------------- | ------------------------ | ---------- | ---------------- | ---------- | ------------ |
| Ayron                      | 1.087                    | 28,30      | 38               | 86017      | 86190        |
| Béruges                    | 1.538                    | 32,63      | 47               | 86024      | 86190        |
| Boivre-la-Vallée           | 3.041                    | 117,41     | 26               | 86123      | 86470        |
| Chalandray                 | 794                      | 24,97      | 32               | 86050      | 86190        |
| Chiré-en-Montreuil         | 923                      | 21,41      | 43               | 86074      | 86190        |
| Frozes                     | 612                      | 8,72       | 70               | 86102      | 86190        |
| Latillé                    | 1.483                    | 25,17      | 59               | 86121      | 86190        |
| Maillé                     | 640                      | 12,32      | 52               | 86142      | 86190        |
| Quinçay                    | 2.113                    | 29,66      | 71               | 86204      | 86190        |
| Vouillé                    | 3.707                    | 33,95      | 109              | 86294      | 86190        |
| Vouneuil-sous-Biard        | 6.245                    | 25,98      | 240              | 86297      | 86580        |
| Kanton Vouneuil-sous-Biard | 22.183                   | 360,52     | 62               | 8619       | –            |

## Veränderungen im Gemeindebestand seit der landesweiten Neuordnung der Kantone
2019: Fusion Benassay, La Chapelle-Montreuil, Lavausseau und Montreuil-Bonnin → Boivre-la-Vallée
2017: Fusion Champigny-le-Sec (Kanton Migné-Auxances) und Le Rochereau → Champigny en Rochereau